# Католицизм в Казахстане

Католические структуры Казахстана

Католическая церковь Казахстана — часть всемирной Католической церкви. Число католиков в стране составляет около 182,6 тысяч человек, что составляет примерно 1,3 % всего населения. Кроме католиков латинского обряда в стране существует грекокатолическая община — УГКЦ. С католицизмом себя традиционно идентифицируют часть немцев, поляки, литовцы, частично украинцы, меньшинство белорусов страны.

## История

### Миссионерские поездки францисканских монахов
Первые свидетельства о появлении католических миссионеров на территории современного Казахстана относятся к XIII веку. В 1245-1247 гг. было совершено путешествие в Монгольскую империю францисканских монахов: легата Папы Римского Иннокентия IV, итальянца Джованни дель Плано Карпини и его польского собрата, Бенедикта. Следствием контактов между королём Франции Людовиком IX Святым и монгольскими ханами явилась миссия францисканца Гильома де Рубрука к хану Мунке в 1253-1255 гг. Эта миссия привела к расширению знаний европейцев о Средней Азии и началу миссионерской деятельности, ведущая роль в которой принадлежала францисканцам. Папа Николай III в 1278 году вверил францисканскому ордену миссию на современной территории Казахстана и Средней Азии. Францисканцы, проживавшие на территории Дешт-и-Кыпчака (исторического региона включавшего также современный Казахстан, за исключением Семиречья), получили от хана Монке-Тимура, наследника Берке, обширные привилегии, которые впоследствии подтверждались ханами Токтаем и Узбеком и состояли в освобождении от воинской службы, от барщинного извоза и от всех налогов. Одним из крупнейших католических миссионеров XIII-XIV вв. был францисканец Джованни Монтекорвино, посланный в Азию Папой Николаем IV в 1289 г. С его деятельностью связано создание монгольского перевода Нового Завета и Псалтыря, основание католической архиепархии-митрополии в Ханбалыке (современный Пекин). На преломе XIII—XIV вв. францисканцами был создан латино-персидско-тюркский словарь под названием «Codex Cumanicus».

### Католическая епархия в Алмалыке
В начале XIV века в рамках Ханбалыкской митрополии была основана католическая епархия в одной из столиц Чагатайского улуса — Алмалыке (руины которого находятся примерно в 300 км к востоку от современной Алматы). Первым епископом епархии был Карлино де Грассис. Около середины 30-х годов XIV века в Алмалыке был основан францисканский монастырь. В это время Папа Иоанн XXII направил письмо «Laetanter de vobis» неким «Карасмону и Йоханану — приближенным великого князя Ханси», которые приняли христианскую веру. Папа вверил их заботам францисканского епископа Ришара Бургундского, представленного как «мужа превосходного» и назначенного епископом в Алмалыке, где «во славу Имени Божия воздвигнута довольно красивая церковь». Алмалыкская епархия процветала до смерти благосклонного к ней хана. Позднее начались гонения на христиан, в ходе которых в Алмалыке около 1340 года был убит епископ Ришар Бургундский и 6 францисканских монахов (в том числе 3 священника). Позднее войны, эпидемия чумы, а более всего раскол в Западной церкви не позволили продолжить эти начинания Католической церкви.

### Времена Российской империи
История Католической церкви в Казахстане продолжилась во времена Российской империи.
Во второй половине XIX в. — начале XX в. католиками была часть военнослужащих царской армии, проходивших военную службу на территории современного Казахстана, ссыльных, добровольных переселенцев, военнопленных и беженцев, оказавшихся в Казахстане. Среди них были поляки, литовцы, чехи, немцы, французы, латыши, венгры, австрийцы и другие народы.
Католические приходы Казахстана в то время входили в состав Могилевского архидиоцеза (архиепархии). Верующие, проживавшие большей частью в северных регионах Казахстана, вначале обслуживались в основном священниками Омского прихода и не имели длительное время собственных церквей и часовен.
На рубеже XIX—XX веков в Казахстане появились несколько поселений немецких переселенцев-католиков. По некоторым данным, католические приходы северо-западного Казахстана входили в состав учрежденной в 1848 году Тираспольской епархии, с центром в городе Саратове.
Строительство католических храмов в Казахстане началось в начале XX в. Свидетельством этого является сохранившийся католический храм посвященный Пресвятому Сердцу Иисуса в г. Петропавловске. Определённый перелом, выразившийся в активизации деятельности католических приходов, произошёл после Указа Николая II о веротерпимости от 17 апреля 1905 г., согласно которому Католическая церковь была частично уравнена в правах с православной, и для организации прихода уже не требовалось разрешения иерархов Православной церкви.
Во время Первой мировой войны в Казахстан прибыло большое число военнопленных и беженцев-католиков. Некоторые католические приходы в Казахстане были довольно многочисленны. Например в 1917 году в католическом приходе в г. Петропавловске насчитывалось около 5000 верующих польского, немецкого и литовского происхождения. Кустанайский приход имел 8 молитвенных домов и около 6000 католиков. В немецкой колонии Мариенбург (Переменовка), в восточном Казахстане, насчитывалось до 4000 католиков. Эти и другие церковные единицы входили в состав Омского деканата Могилевской архиепархии. К Ташкентскому деканату этой же архиепархии относились часовни организованные в южном Казахстане: деревянная часовня посвященная св. Михаилу Архангелу в г. Верном (Алматы), каменная часовня посвященная Пресвятой Деве Марии в г. Джаркенте (Семиреченская обл.), часовня посвященная св. Рафаилу Архангелу в г. Копал (Семиреченская обл.).
Вследствие большевистской революции, все католические приходы в Казахстане были закрыты, а духовенство и наиболее активные верующие репрессированы. Исчезновение многих приходов также было связано и с возвращением поляков в Польшу и на Украину.
В разное время, в этот переод, в Казахстане служили: Петр Кубилюс (Семипалатинск), Михаил Бугенис (Омский деканат), Иосиф Сенвайтис (Петропавловск), Александр Билякевич (Переменовка-Мариенбург, Семипалатинск), Иосиф Якштас (Петропавловск), П.Радзинский (Рудзинский) (Омский деканат), Иосиф Козакевич (Омский деканат), Иосиф Вольф (Кустанай), Адам Гарейс (Кустанай), Адольф Ромецкий (поселок Озерное), Карл (или Эдуард) Гопфауф (Тургайская обл.), Уклея (Павлодар, Семипалатинск), Викентий Чаплинский (Переменовка-Мариенбург, Семипалатинск), Юстин Пранайтис (Ташкентский деканат), Бронислав Рутенис (Ташкентский деканат), и др.

### Советский период
После Октябрьской революции 1917 года Католическая церковь, наряду с другими религиями, испытала жесточайшие преследования. В СССР происходит практически полное уничтожение католических церковно-административных структур. Происходит также уничтожение католической иерархии как латинского, так и византийского обрядов. Оставшиеся в живых священники отправлялись в лагеря и ссылки.
Сталинские репрессии привели к тому, что большое число католиков, главным образом, немцы, украинцы и поляки по национальности, оказались в Казахстане в ссылках и лагерях, многие из них погибли. Два священномученика епископ Никита Будка и священник Алексей Зарицкий были причислены к лику блаженных и в настоящее время почитаются одними из святых покровителей страны.
Многие из священников, которые отбыли наказание в лагерях, после выхода на свободу остались в Казахстане служить местным католикам. Например в г. Караганде в это время служили: о. Александр Штауб (до смерти в 1961 году), о. Владислав Буковинский (до смерти в 1974 году), о. Михаил Стонец (Стонес) и другие католические священники. В г. Караганде служили и грекокатолические священники: вышеупомянутый о Алексей Зарицкий, которого митрополит Иосиф Слипый назначил Апостольским Визитатором для грекокатоликов Казахстана с резиденцией в г. Караганде, затем о. Дмитрий Кузьминский (до смерти в 1964 году), епископ Александр Хира (до смерти в 1983 году), о. Николай (Иосиф) Шабан, о. Стефан Пришляк и многие другие. Священники грекокатолики, несмотря на запреты, вели пастырскую работу среди католиков как византийского, так и латинского обрядов.
В г. Алма-Ате служил о. Юрий (Георг) Потерейко. В г. Актюбинске — о. Томас Гумппенберг. В г. Кустанае служил о. Александр Бень. В г. Джезказгане служили: грекокатолический священник Куцах Василий Николаевич и о. Онцкулис (Ойсукульс) Петерис (Петр). В г. Сарань — о. Франц (Пранас) Адомайтис и грекокатолик о. Василий Карушенко (Ларушенко). В Красноармейске (Тайынше) служил о. Иосиф Кучинский. В с. Зелёный Гай (Акмолинской обл.) — о. Бронислав Джепецкий. В других местах Казахстана служили: о. Алоизий (Серафим) Кашуба, о. Августин (Антоний) Станканинец и многие другие. Кроме священников свидетелями христианской веры в Казахстане оказались также миряне. Среди них следует выделить Гертруду Детцель, которая много сделала для организации религиозной жизни католиков в г. Караганде. Новосибирский епископ Иосиф Верт, выходец из г. Караганды, начал процесс беатификации этой женщины. Именно труд этих верующих стал причиной возрождения Католической Церкви в Казахстане.
Духовным центром католиков Казахстана и Средней Азии в советский период стала Караганда. До 1977 года богослужения совершались тайно, в 1977 году было получено разрешение на создание в г. Караганде католического прихода. Получив официальное разрешение советских властей, верующие во главе со священником Альбинасом Думбляускасом и грекокатолическим епископом Александром Хирой построили в г. Караганде в 1978 году храм, посвященный св. Иосифу. В г. Караганде о. Альбинас Думбляускас устроил подпольный мужской новициат, воспитанники которого ещё в советские времена начали учиться в католической духовной семинарии в Риге. С Альбинасом Думбляускасом в Караганду приехало несколько сестер-монахинь. Отец Альбинас Думбляускас пригласил в Караганду также монахинь из Конгрегации сестер служительниц Иисуса в Евхаристии и поощрял местные призвания. В сумме из Караганды к Евхаристкам поступило 26 сестер-монахинь.
В конце советской эпохи священники и монахини уже казахстанского происхождения начнут приходить на смену всем этим свидетелям веры в Казахстане.

### Образование Апостольской администратуры Казахстана

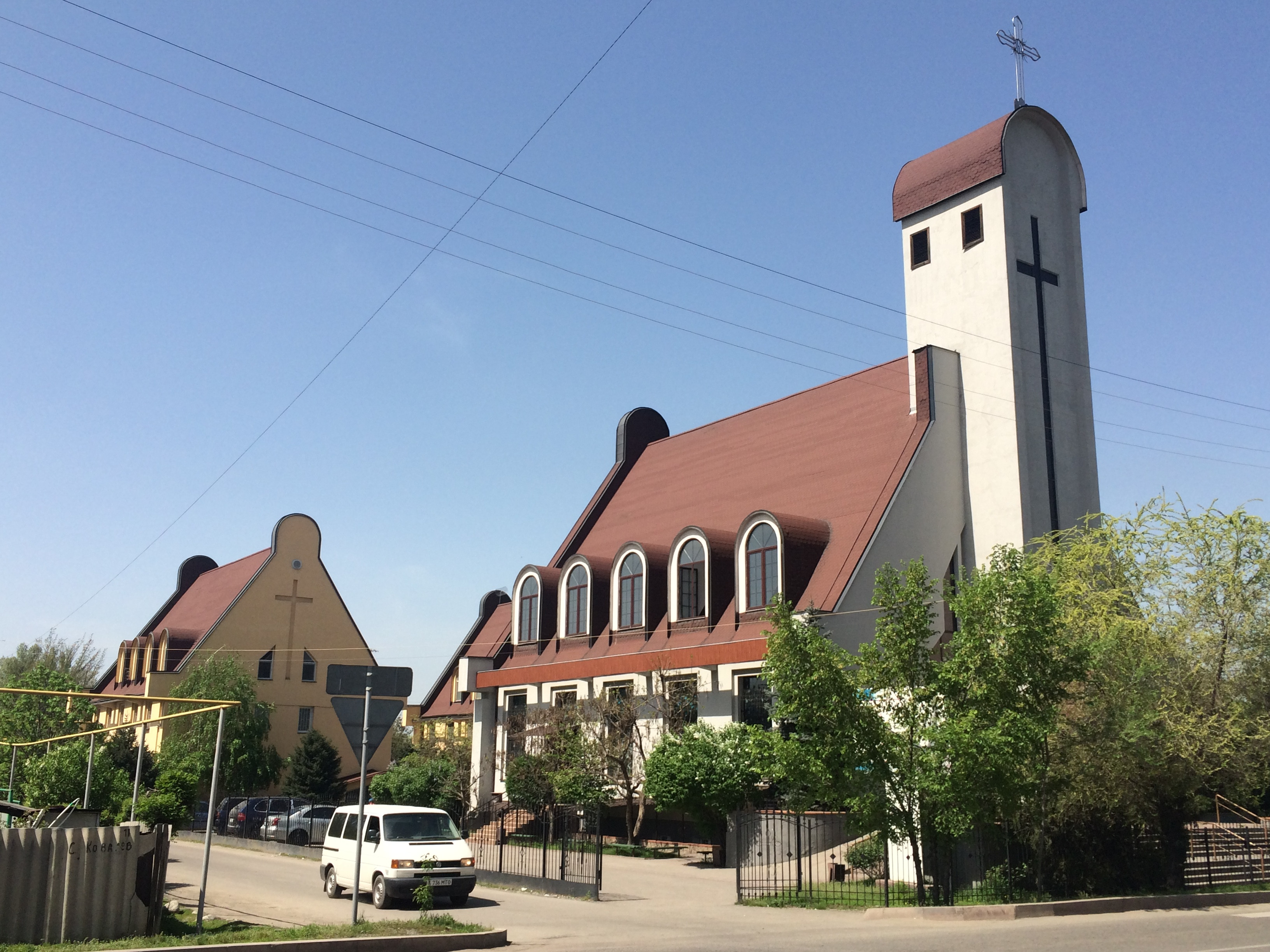
Римско-католический кафедральный Собор Пресвятой Троицы в Алма-Ате

После появления в начале 90-х годов возможности для нормального функционирования Католической церкви в Казахстане 13 апреля 1991 года папа Иоанн Павел II учредил на территории Республики Казахстан Карагандинскую Апостольскую администратуру. В этот же день, 13 апреля 1991 г., Апостольским администратором был избран о. Ян Павел Ленга. Духовная опека карагандинского Апостольского администратора помимо Казахстана, временно распространялась на разбросанные католические общины в Средней Азии: в Узбекистане, в Таджикистане, в Киргизии и в Туркменистане. Апостольская администратура с центром в Караганде стала первой католической структурой такого уровня в Казахстане и Средней Азии в постсоветский период. Впоследствии она была реорганизована в митрополию, состоящую из архиепархии и подчинённых ей двух епархий и одной Апостольской администратуры.
17 октября 1992 года Папа Римский Иоанн Павел II своим посланием «Partes Nostras» учредил службу Апостольского нунция в Казахстане, и с этой даты пошел отсчет истории взаимного познания и сотрудничества. Успехи этого сотрудничества были подтверждены во время визитов президента Нурсултана Назарбаева в Ватикан (в 1998, 2003 и 2009 годах), а также во время пастырского визита Папы Иоанна Павла II в Казахстан в сентябре 2001 года. Тогда в своей речи в Евразийском университете в Астане Папа охарактеризовал Казахстан как «землю высокой культуры общения, взаимообогащения и обновления; землю, в которой душа сама стремится к новым открытиям, и воспринимает новизну и необычное не как угрозу, а как новую возможность духовного обогащения».
С августа 1995 года начала издаваться ежемесячная газета «Кредо».
29 сентября 1997 года католики Узбекистана, Таджикистана, и Туркменистана, а 22 декабря 1997 года также и католики Киргизии, — получили статус миссии «Sui iuris» (своего права).
7 октября 1997 года — Официальное основание в г. Караганде католической духовной семинарии «Redemptoris Mater», которая 16 июля 1998 года была полностью реорганизована и получила новое название «Мария — Матерь Церкви».
7 апреля 1998 года в г. Караганде открыт монастырь босых кармелиток, посвященный Пресвятой Троице и Непорочному зачатию Девы Марии.
5 октября 1998 года в Карагандинскую область для работы с нищими прибыли сёстры-монахини Матери Терезы из Калькутты.
7 июля 1999 года Апостольская администратура Казахстана папской буллой «Ad aptius consulendum» была преобразована в Карагандинскую епархию, на территории Карагандинской и Восточно-Казахстанской областей Казахстана, и три новых Апостольских администратуры: Астанинскую, Алматинскую и Атыраускую.
Большое значение для Католической церкви в Казахстане имел визит в страну папы Иоанна Павла II, состоявшийся 22 — 25 сентября 2001 года.

## Современное состояние Церкви в Казахстане. 2009—2018
Казахстан, где католики составляют менее 2 % населения, установил дипломатические отношения со Святым Престолом 17 октября 1992 г. Спустя шесть лет, 24 сентября 1998 г., было подписано Соглашение о взаимоотношениях между Казахстаном и Ватиканом, которое гарантирует права и обязанности католиков в стране, а также права и обязанности государства по отношению к ним. 18 октября 2012 года Президент РК Нурсултан Назарбаев подписал Закон «О ратификации Соглашения между Республикой Казахстан и Святым Престолом о взаимоотношениях» № 42-V ЗРК.
В сентябре 2009 года Папа Бенедикт XVI принял на частной аудиенции главу государства Нурсултана Назарбаева.
С официальными визитами в Казахстане побывали государственный секретарь Ватикана кардинал Тарчизио Бертоне (декабрь 2010 года), декан Коллегии кардиналов Анджело Содано, который в сентябре 2012 года принял участие в освящении Карагандинского кафедрального собора Пресвятой Девы Марии Фатимской — Матери всех народов.
С 20 по 26 сентября 2013 г. с визитом в Казахстане пребывал кардинал Жан-Луи Торан, председатель Папского совета по межрелигиозному диалогу. Торан находился в Астане в качестве почетного гостя XII заседания секретариата Съезда лидеров мировых и традиционных религий и международной научно-практической конференции, приуроченной к десятой годовщине проведения первого Конгресса лидеров мировых и традиционных религий.
28 января 2016 года на сайте «Радио Ватикана» была опубликована новость о предстоящей беатификации слуги Божьего священника Владислава Буковинского. 11 сентября 2016 года состоялась первая в истории Католической церкви Казахстана после обретения страной Независимости беатификации (причисление к лику блаженных). Торжественную Святую Мессу по столь великому событию возглавил посланник Папы Франциска — кардинал Анджело Амато, префект Конгрегации по канонизации святых. На беатификацию прибыло более 130 католических священников, и более 1000 гостей из разных стран мира.
17 октября 2017 года исполнилось 25 лет дипломатическим отношениям между Республикой Казахстан и Святым Престолом (Ватиканом). За четверть века были созданы благоприятные условия для поступательного развития двустороннего политического диалога, культурно-гуманитарного и научного сотрудничества Астаны и Ватикана. В связи с юбилейной датой Министерство иностранных дел Республики Казахстан опубликовало официальное «Коммюнике по случаю 25-летия установления дипломатических отношений между Республикой Казахстан и Святым Престолом».
По переписи населения 2021 года в Казахстане 18 988 человек идентифицировали себя как католиков.

## Греко-католики в Казахстане
История грекокатоликов в Казахстане начинается со времён гонений, когда тысячи украинцев, в основном с западной части Украины, были депортированы в Казахстан, либо, отбыв долгие сроки в сталинских лагерях Сибири, КарЛАГа и СтепЛАГа, не имели возможностей вернуться на Украину и приехали к своим родственникам в Казахстан, где те оказались на принудительных поселениях.
В конце 50-х годов греко-католические священники, освобождённые из заключения, приезжали в Казахстан и вели подпольную душепастырскую деятельность среди католиков латинского и византийского обрядов. Вследствие массовых репрессий в Казахстане оказались десятки тысяч немцев, украинцев, поляков, литовцев. Среди них стоит выделить блаженного священномученика Алексея Зарицкого, епископа Александра Хиру, священников Стефана Пришляка, Марьяна Шабана, Зелинского, Мыцька, Солитыцкого и многих других.
Поначалу богослужения происходили по землянкам, позже в частных домах. В 1980 году владыка Александр Хира освятил новопостроенную римско-католическую церковь в Караганде, где проводили богослужения для многочисленных украинцев и грекокатолические священники.
После распада Советского Союза и легализации Греко-католической церкви в Караганде в 1993 году была зарегистрирована греко-католическая община. В 1996 году немецкая благотворительная организация «Реновабис» подарила для общины небольшую сборную деревянную церковь, которую 27 апреля 1997 года освятил Апостольский визитатор для верных УГКЦ в Казахстане и Средний Азии епископ Василий Медвит.

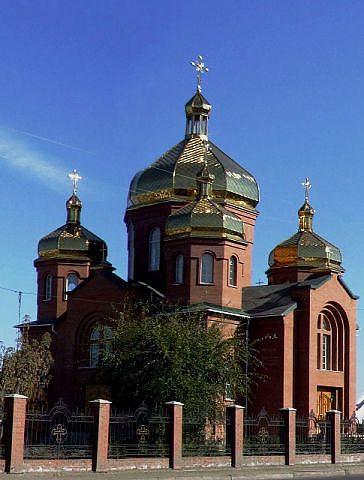
Украинская греко-католическая церковь в Казахстане (город Караганда)

В Караганде находится административный центр Украинской грекокатолической Апостольской делегатуры в Казахстане и Средней Азии.
20 мая 2001 г. епископ Василий Медвит вместе с архиепископом Марианом Олесем, Апостольским нунцием в Казахстане и Средней Азии, и епископом Томашем Пэтой, Апостольским администратором Астаны, освятил храм Святых Верховных Апостолов Петра и Павла в Павлодаре. Работая в Павлодаре, о. Ириней также регулярно посещает организованные им две греко-католические общины в Шидертах (180 км) и Березовке (180 км).
8 ноября 2002 года Святой Престол назначил настоятеля грекокатолического прихода в г. Караганде священника Василия Говеру, Апостольским делегатом для всех католиков восточного обряда в Казахстане и Средней Азии. 18 сентября 2005 года священник Василий Говера получил титул митрофорного протоиерея и в этом качестве освятил грекокатолический храм Покрова Пресвятой Богородицы в г. Караганде и 1 июня 2019 года был назначен первым ординарием Апостольской администратуры для католиков византийского обряда в Казахстане и Средней Азии.
26 сентября 2007 года в Сатпаеве состоялось освящение нового грекокатолического храма Святой равноапостольной княгини Ольги — прихода святого пророка Илии. Деревянный храм, возведенный по древней технологии без единого гвоздя, выстроен на пожертвования прихожан и благодаря помощи грекокатоликов из Украины и дальнего зарубежья. Строительство этого прихода благословил патриарх грекокатолической церкви Любомир Гузар, а освятить новый храм прибыл епископ, апостольский делегат для грекокатоликов Казахстана и Средней Азии Василий Говера. На церемонию также приехали официальные представители Посольства Украины в Казахстане, гости из США.
В 2013 году освящён Украинский греко-католический храм Святого Иосифа Обручника в г. Астане.
В сентябре 2013 года кардинал Леонардо Сандри, освятил греко-католический храм св. Иосифа Обручника в Астане. Префект Конгрегации по делам Восточных Церквей высоко оценил достижения руководства Республики Казахстан для религиозной свободы граждан, особенно отметив, «дух согласия и понимания, который существует между всеми религиозными сообществами присутствующими здесь».
Всего в Казахстане действуют 5 грекокатолических приходов: в Караганде, в Астане, в Павлодаре, в Шидерты и в Сатпаеве. В греко-католической делегатуре служат 9 священников и 5 монахинь из Конгрегации Служительниц Непорочной Девы Марии.
1 июня 2019 года римский папа Франциском учредил Апостольскую администратуру для католиков византийского обряда в Казахстане и Средней Азии с центром в городе Караганда. Её первым ординарием был назначен священник Василий Говера.
Приходы
- Караганда — Приход Покрова Пресвятой Богородицы (УГКЦ).
- Астана — Приход Святого Иосифа Обручника (УГКЦ).
- Сатпаев — Приход святого пророка Илии — Храм Святой Княгини Ольги (УГКЦ).
- Павлодар — Приход Святых Верховных Апостолов Петра и Павла (УГКЦ).
- Шидерты.
- В более чем 10 населенных пунктах парафий нет, но священники регулярно приезжают в местные римско-католические приходы или на дом.

## Структура
В настоящее время Католическая церковь в Казахстане состоит из Архиепархии-митрополии Пресвятой Девы Марии с центром в Астане, двух суффраганных епархий — Карагандинской и епархии Пресвятой Троицы в Алмате, а также Апостольской администратуры Атырау. Архиепархию-митрополию возглавляет архиепископ Томаш Пэта. Кроме того, на территории Казахстана и Средней Азии действует Апостольская администратура для грекокатоликов, под руководством митрофорного протоиерея Василия Говеры (см. выше).
В стране ведёт деятельность ряд католических орденов и конгрегаций — редемптористы, францисканцы, мариане, иезуиты и ряд других. Общее число священников — 78 человека, общее количество приходов — 70 (данные 2015 года)
Статистика по епархиям (данные 2015 года)
Архиепархия Пресвятой Девы Марии на сайте статистики на английском языке.
Епархия Пресвятой Троицы на сайте статистики на английском языке.
К арагандинская епархия на сайте статистики на английском языке.
Апостольская администратура Атырау на сайте статистики на английском языке.
| Епархия                            | Центр     | Число католиков | Число священников | Число приходов |
| Архиепархия Святой Марии           | Астана    | 55.000          | 34                | 34             |
| Карагандинская епархия             | Караганда | 8.500           | 23                | 20             |
| Епархия Пресвятой Троицы           | Алматы    | 40.000          | 13                | 10             |
| Апостольская администратура Атырау | Атырау    | 2.600           | 8                 | 6              |
| ВСЕГО:                             |           | 106.100         | 78                | 70             |

На сегодняшний день в Казахстане функционируют 80 религиозных объединений Римско-Католической церкви, входящей в число 18 официально зарегистрированных конфессий.

## Храмы
- Список католических церквей Казахстана